# Abies chengii
Abies chengii é uma espécie de conífera da família Pinaceae.
Apenas pode ser encontrada: possivelmente China.